# Хадсон, Уолтер
Уолтер Хадсон (англ. Walter Hudson, 1944 — 24 декабря 1991) — один из самых тяжёлых людей в истории медицины, родился в Нью-Йорке, районе Бруклин. Жил в Хемпстеде. Он был внесён в Книгу рекордов Гиннесса как обладатель самой широкой талии. В 1987 году обхват его талии был равен 119 дюймов (3,02 м).
При росте 177 см Уолтер Хадсон весил перед смертью 543 кг, хотя промышленные весы сломались в процессе его взвешивания. Обхват его груди составлял 265 см, а талии – 275 см. Уолтер Хадсон умер во сне в возрасте 47 лет, с весом 1125 фунтов (510,29 кг).